# Behind the Veil (film 1916)
Behind the Veil è un cortometraggio muto del 1916 diretto da Lucius Henderson e interpretato da Mary Fuller (nel doppio ruolo di due gemelle), Inez Ranous, Niles Welch, Johnnie Walker. Prodotto dalla Victor Film Company, il film si basa su un soggetto di Elizabeth R. Carpenter sceneggiato da Catherine Carr.

## Produzione
Il film fu prodotto dalla Victor Film Company.

## Distribuzione
Distribuito dall'Universal Film Manufacturing Company, il film - un cortometraggio in due bobine - uscì nelle sale statunitensi il 5 luglio 1916.